# M×0
M×0 (яп. エム×ゼロ эму×дзэро) — манга Ясухиро Кано (автора Pretty Face) публиковавшаяся в журнале Weekly Shonen Jump издательства Shueisha в 2006—2008 годах.

## Сюжет
Согласно сюжету манги, на земле существует множество мест в которых собирается магическая сила, позволяющая колдовать любому у кого есть хоть какой-то талант к магии. На одном из таких мест построена магическая школа Сэйнаги. Для управления магией её ученики используют особые карты, на которые записываются заклинания. Сложность и число заклинаний зависит от карты и наиболее мощной является золотая. Чем больше магическая сила ученика, тем лучшую карту он получает. При этом магическую силу можно поднимать как самостоятельно, так и получая магические балы за работу на благо школы. По окончании обучения, сила горы Сэйнаги дарует ученикам исполнение одного желания, пропорционально их магической силе.
В начале сюжета главный герой, Тайга, не обладающий никакими способностями к магии, провалил вступительные экзамены в Сэйнаги. В этом он стал винить осмеявшую его Айку. Желая встретиться с ней он вновь появился в Сэйнаги, где был принят учителем Хиираги за нового ученика. Когда Хиираги понял свою ошибку и попытался избавиться от Тайги, тот отобрал у него золотую карту и дважды победил в схватке. Благодаря этому инциденту ученики приняли его за могущественного мага, владеющего золотой картой. Так как по вине Хиираги о магии узнал посторонний, школьные правила требовали увольнения Хиираги и стирания памяти как ему, так и Тайге. Дабы замять этот инцидент, администрация школы подтвердила что Тайга — новый ученик уже обладающий золотой картой и приняла его в Сэйнаги.

## Персонажи
Тайга Кудзуми (яп. 九澄大賀 Кудзуми Тайга) — главный герой. Влюблён в Айку, но никак не набирается храбрости ей признаться. Абсолютно лишён собственных магических сил. В то же время он обладает умом и физическими навыками, достаточными чтобы выходить из многих магических дуэлей без магии в принципе. Благодаря обстоятельствам его поступления в Сэйнаги, Тайга получил лишь простейшую карту Mх0. Данная карта не позволяет использовать никаких заклинаний и даже не даёт своему владельцу защиты от магии растений. Однако, в отличие от всех остальных карт, Mх0 позволяет нейтрализовывать чужую магию. Позднее Тайга получил чёрную Mх0, способную также поглощать и выпускать одно заклинание направленное против владельца. Своё обучение в Сэйнаги Тайга продолжает ради отношений с Айкой и ради того, чтобы исполнить её мечту. Чтобы остаться в Сэйнаги, он вынужден поддерживать легенду о том, что является могущественным колдуном. Хотя изредка ему помогают Кэндзиро и Люси, в основном он справляется самостоятельно. Исполнение же желаний Айки требует, чтобы Тайга получил могущество, превосходящее даже золотую карту. Но так как Тайга не может увеличивать свою силу самостоятельно, он вынужден получать магические баллы за работу в школьном исполнительном комитете. Те же самые баллы требуются для использования Mх0. Поэтому, а также чтобы не выдать свою неспособность к магии, Тайга крайне неохотно использует Mх0, ссылаясь на то, что принципиально не использует магию без крайней на то нужды. Широко известен и любим среди мандрагор за то, что оплакал их собрата, пошедшего на школьные опыты, и неоднократно высаживал предназначенные на опыты мандрагоры вокруг школы. В конце манги временно перевёлся в школу Кумамото.
Айка Хиираги (яп. 柊愛花 Хиираги Айка) — главная героиня. Абсолютно любая шутка, даже не способная рассмешить весь остальной класс, заставляет её хохотать до упаду. По окончании обучения она хочет пожелать ещё раз увидеть маму, которую она потеряла много лет назад. Однако, по утверждению её отца, для этого требуется сила, превосходящая даже силу золотой карты. Поэтому Айка сомневается, сможет ли она выучиться достаточно хорошо, чтобы её желание исполнилось. Не замечает чувств Тайги к ней и относится к нему исключительно как к другу, чем регулярно вгоняет Тайгу в глубокую депрессию. Со временем присоединилась к исполнительному комитету как ассистент Тайги.
Кэндзиро Хиираги (яп. 柊賢二郎 Хиираги Кэндзиро:) — школьный учитель и отец Айки. Второй по силе после директрисы школы. Обожает свою дочь, всячески её оберегает и безуспешно пытается помешать развитию отношений между ней и Тайгой. Единственный среди учителей Старшей Школы Сейнаги, который обладает Золотой картой.
Люси (яп. ルーシー Ру:си:) — мандрагора. Растёт уже 30 лет. Влюблена в Тайгу, стремится во всем ему помогать и мечтает завести домик в горах, где будет заботиться о Тайге, когда он состарится. Благодаря своей магии, для большинства окружающих Люси остаётся невидимой и неслышимой. Для Тайги же она принимает образ обнажённой девушки. Однако после того как Айка и Наоми узнали о ней, они заставили Люси носить одежду. Люси встретила Тайгу, когда он искал особую траву в её пещере, и предложила стать его проводником. В результате она случайно получила предназначенное Тайге кольцо, увеличивающее магические силы первого надевшего его. Вслед за этим она последовала в школу за Тайгой и поселилась в кабинете директрисы, взявшей на себя заботу о её поливке. В конце манги последовала за Тайгой в школу Кумамото.
Наоми Мидзуки (яп. 観月尚美 Мидзуки Наоми) — член клуба зельеварения. Терпеть не может парней. Влюблена в Тайгу, но всеми силами скрывает свои чувства к нему.

## Магия

### Магические Карты

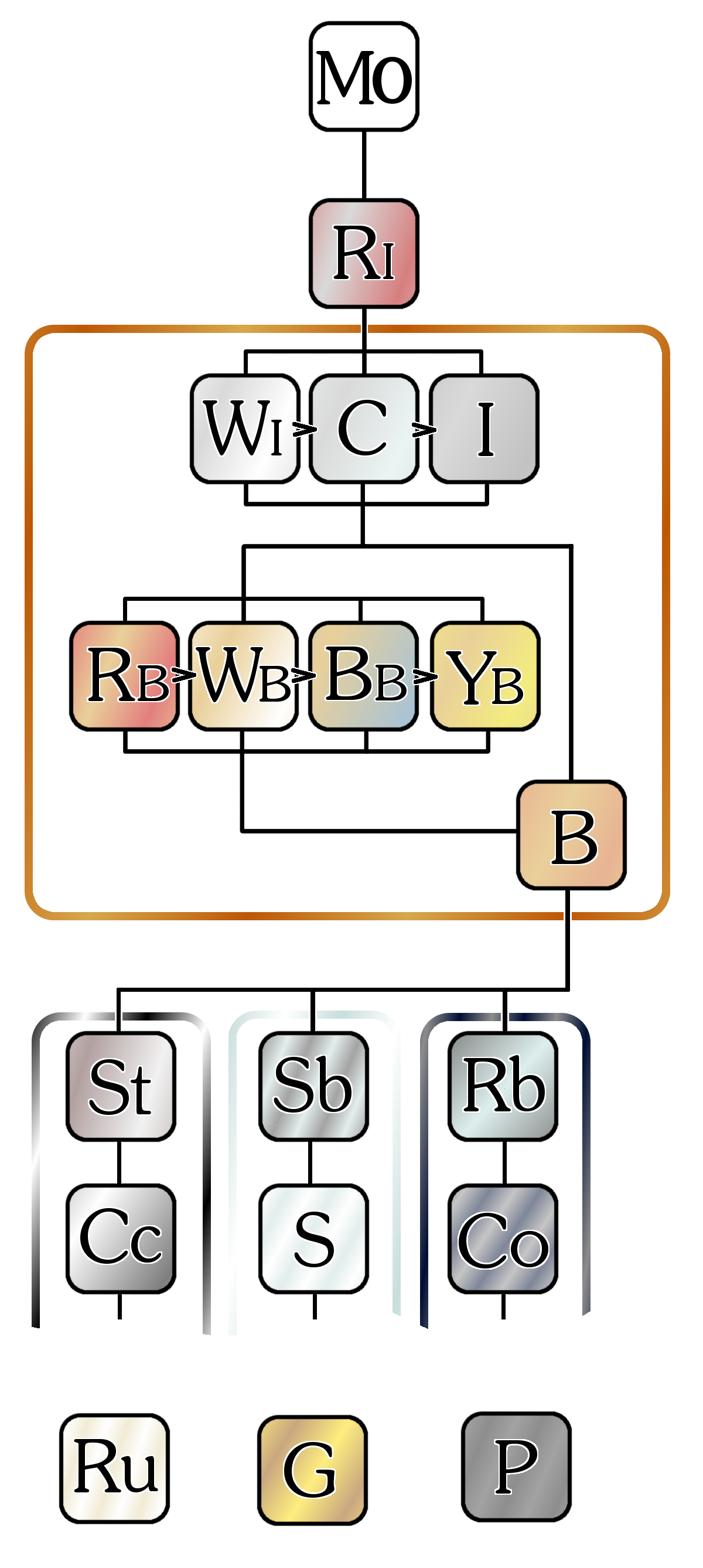
Древо рангов Карт в Mx0.

Магия в Mx0 используется при помощи Карт (иначе - Пластин). Карты являются своеобразными магическими запоминающими устройствами, позволяющими записывать на себя заклинания и магические баллы. Существует много рангов Карт, имеющих разную магическую вместимость. Чем выше ранг Карты, тем более могущественные заклинания и тем большее их количество можно на неё записать. Заклинания записываются на Карту путём произнесения специальных магических формул. Качество и мощь записываемого заклинания зависит от магической силы записывающего (владельца Карты); если владелец находится на пике духовной концентрации, то заклинание получится очень мощным. Как только магическая формула записана на Карту, заклинание может быть вызвано простым произнесением его названия.
Каждое заклинание занимает определённый объём в Карте. Чем могущественней заклинание, тем больший объём оно занимает. Поэтому владелец не сможет иметь на карте много сильных заклинаний, если его карта изначально имеет маленький объём. Заклинания также расходуют магические баллы, начисляемые студентам за примерное поведение, общественную работу, хорошую академическую успеваемость и прочие заслуги. Судя по всему, количество баллов, которое может набрать студент, не ограничено.

#### Карты
- Гостевая Карта: карта для гостей. Позволяет входить на территорию школы, но не имеет магической вместимости.
- Mх0: особая Карта. Со слов директрисы - её ранг ниже Красной. Мх0 не имеет магической вместимости, поэтому на неё нельзя записывать заклинания. Особая способность Мх0 - создавать специальное пространство, нейтрализующее любую магию. Использование Мх0 расходует столько же магических баллов, сколько было затрачено на создание нейтрализуемого заклинания; если использовать её слишком часто, то есть шанс никогда не повысить её ранг. Мечта Тайги - повысить свою М0 до Золотой Карты, чтобы исполнить мечту Айки вновь увидеться с матерью. Поэтому он использует Мх0 только в крайних случаях и больше полагается на блеф и собственные силы, чтобы выпутываться из опасных ситуаций.
- 1й уровень :
  - Красное Железо (Red Iron, RI): обычно выдаётся первогодкам магической школы. Имеет весьма ограниченную вместимость.
- 2й уровень :
  - Железо (Iron, I): Карта рангом выше RI.
  - Хром (Chrome, C): Карта рангом выше I.
  - Белый Чугун (White Iron, WI)): Карта рангом выше C. Вместимость приблизительно в 2 раза больше RI.
- 3й уровень :
  - Жёлтая Бронза (Yellow Bronze, YB)
  - Синяя Бронза (Blue Bronze, BB)
  - Белая Бронза (White Bronze, WB)
  - Красная Бронза (Red Bronze, RB)
- 4й уровеь :
  - Бронза (Bronze, B): Карта рангом выше RB, но ниже S.
- Путь Белого Золота: Для тех, кто предпочитает сбалансированность
  - Чёрное Серебро (Silver black, Sb)
  - Серебро (Silver, S): Серебряными Картами обладают выдающиеся студенты. Обладатели таких Карт по праву пользуются уважением других студентов, поскольку достигли определённых высот в освоении магии.
- Путь Редких Металлов: Для тех, кто делает упор на использование магических способностей
  - Рубидий (Rubidium, Rb)
  - Кобальт (Cobalt, Co):
- Путь Укрепленных Сплавов : Для тех, кто силён в магии, но не использует заклинаний
  - Сталь (Steel, St)
  - Металлокерамика (Cemented carbide, Cc)
- Другие  :
  - Рутений (Ruthenium, Ru)
  - Золото (Gold, G): Золотые Карты предназначены для самых сильных магов, обладают самой большой известной магической вместимостью. Один из обладателей Золотой карты -

Кендзиро Хираги. Тайга обзавёлся Золотой Картой во время драки с Кендзиро Хираги, но в то время он не знал о её ценности. Позднее ему выдали поддельную Золотую Карту, так как студенты видели его с настоящей в том происшествии, которое школа предпочла замять.
- - P: директриса Старшей Школы Сейнаги использует такую Карту в 54 главе. Прямо принадлежность Карты не называется, но, так как все Карты ассоциируется с каким-либо металлом или сплавом, велика вероятность, что "Р" означает Платина (Platinum).
- Чёрная Карта:  Специальная особенность, позволяющая владельцам карт колдовать за пределами школы, используя сохранённую на ней энергию. Ранг Карты при этом не изменяется. Состоит из 10 слоёв, и чем больше на карте слоёв, тем сильнее эффект Чёрной карты, то есть сильнее заклинание которое используется за пределами школы.. При добавлению к Мх0, поскольку она является противоположностью остальных карт, позволяющая записывать магию, творимой вокруг владельца Карты и сохраняя её для использования позднее. чем больше слоёв при сохранении будет, тем ближе сила "открываемого" заклинания с Чёрной карты по сравнению с оригинальным. Фактически, является специальным  слоем чёрного цвета, наносимым на Карту. При использовании специальной способности Мх0 сохранённая на чёрном слое магия стирается. Как правило, сдавать тест на получение чёрного слоя могут только лучшие студенты третьего года обучения, но для Тайги директриса сделала исключение, так как его Мх0 не позволяет ему творить заклинания обычным путём. Чёрные Карты так же позволяют своим обладателям сохранять память и способности к магии после выпуска из школы.